# Softcore

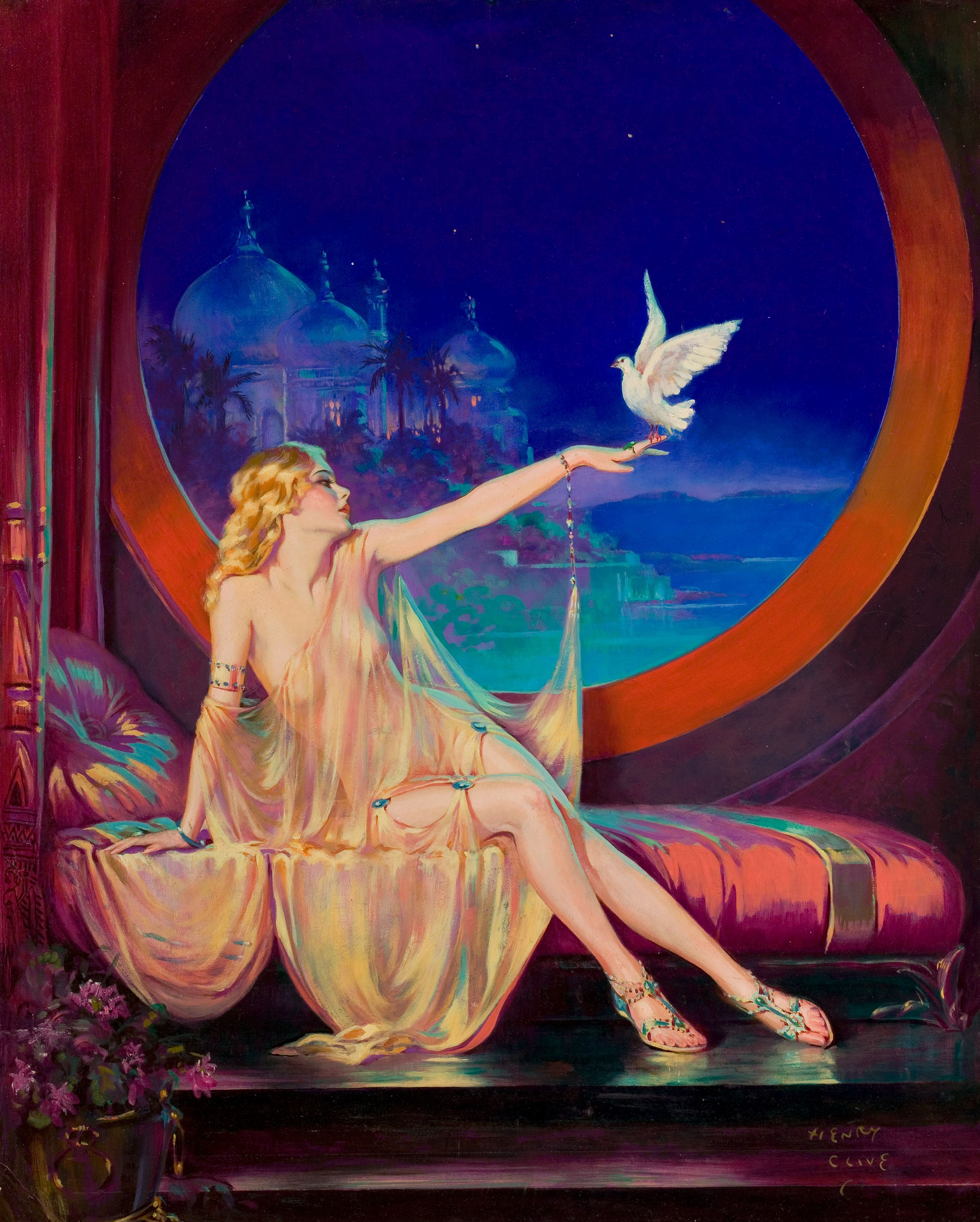
Sultana, de Henry Clive. A gravura mostra a representação de uma mulher vestida com um pano transparente que apresenta nudez, como é comum na pornografia softcore.

Soft-core ou softcore é um gênero pornográfico contendo apenas nudez, sexo e cenas sexualmente sugestivas, mas onde a presença de cenas (ou fotos) contendo pênis eretos, penetração e ejaculação é vetada.
A pornografia softcore é uma forma de pornografia ou erotismo cinematográfico ou fotográfico que é menos sexualmente explícito do que a pornografia hardcore. A intenção é excitar o espectador, seja homens ou mulheres. A este gênero de pornografia retrata artistas nus e seminus praticando representações casuais de nudez ou relação sexual ou masturbação não-gráfica. A pornografia softcore impede descrições explícitas de penetração vaginal ou anal, cunilíngua, felação e ejaculação. Representações visuais dos órgãos genitais (nudez total) são tipicamente admissíveis em um contexto softcore na mídia impressa, e cada vez mais no cinema e na televisão. As ereções do pênis não são permitidas, embora estas atitudes em relação a isso estejam mudando.
Partes das imagens que são consideradas demasiado explícitas podem ser obscurecidas (censuradas) através de diversos meios. Estas técnicas incluem o uso de cabelo ou a roupa envolta, as mãos ou outras partes do corpo cuidadosamente posicionadas, elementos em primeiro plano precisamente posicionados na cena (muitas vezes plantas ou cortinas), e ângulos de câmera cuidadosamente escolhidos.
Na maioria dos casos, os atos sexuais retratados na pornografia softcore são inteiramente simulados pelos atores e atrizes, sem a ocorrência de penetração real. Muitas vezes, os atores usam coberturas de látex nos genitais para evitar o conta(c)to físico. Os diretores de cinema se esforçam ao máximo para obscurecer tais coberturas nas telas, mas muitas vezes não conseguem ocultar completamente elas.
Esse gênero ficou popularmente conhecido no Brasil pelo cinema brasileiro, nas décadas de 1970 e 1980, pela pornochanchada; e pelas transmissões de uma sessão de filmes eróticos da Rede Bandeirantes, o "Cine Band Privé".
Alguns exemplos de onde a pornografia softcore pode ser encontrada:

## Revistas masculinas
- Playboy

## Filmes
- Emmanuelle
- The Adventures of Justine
- The Click